# Trikresylfosfat
Trikresylfosfat (TCP) är fosforsyraestrar av kresol.  Trikresylfosfat används som mjukgörare för plaster, hartser, lacker och gummi samt som flamskyddsmedel och skyddsmedel mot mekaniskt slitage för hydrauliska vätskor och smörjmedel.

## Isomerer
Eftersom kresol kan uppträda i tre isomera former (orto-, meta- respektive para-kresol), finns det tio olika isomerer av TCP (o,o,o-, o,o,m-, o,o,p-, o,m,m-, o,m,p-, o,p,p-, m,m,m-, m,m,p-, m,p,p- och p,p,p-trikresylfosfat).
|          |          |          |
| o-kresol | m-kresol | p-kresol |

## Syntes
Trikresylfosfat syntetiseras vanligen genom att låta kresol reagera med fosforoxitriklorid (fosforylklorid):
{\displaystyle {\ce {POCl3 + 3 C7H7OH -> (C7H7O)3PO + 3 HCl}}}
Det syntetiserades första gången av Alexander Williamson 1854. som lät fosforpentaklorid reagera med kresol och Rudolf Heim isolerade triortokresylfostat ur TCP 1883.

## Giftighet
TCP tas upp av kroppen genom såväl matsmältningskanalen som genom huden och inandningsluft. Ämnet är giftigt, speciellt på grund av isomeren triortokresylfosfat (o,o,o-trikresylfosfat, TOCP) och kan ge upphov till polyneuropati då TOCP i levern kan ombildas till neurotoxinet kresylsaligeninfosfat..

TOCP där en metylgrupp på en ortokresylgrupp hydroxylerats av cytokrom P450 i levern. OH-gruppen kan sedan byta plats med det till fosforatomen bundna syret och bilda en ring...
...vilket ger en kresylsaligeninfosfatmolekyl och en ortokresolmolekyl.

TOCP förekommer numera bara som förorening av TCP i smärre mängder och dessutom har TCP i stor utsträckning ersatts av tributylfosfat (TBP) som är mindre giftigt. Numera används TCP huvudsakligen i jetmotorer och hydraulsystem. Det har dock misstänkts vara anledning till så kallat "aerotoxiskt syndrom" som sagts kunna drabba piloter, kabinpersonal och flygpassagerare eftersom avtappningsluft ("bleed air") från jetturbinerna används för luftkonditionering i kabinen.

### Massförgiftningar
Triortokresylfosfat (TOCP) var det första organofosfatet som konstaterades ha en markant fördröjd neurotoxisk effekt hos människa. De första fallen rapporterades 1898 från Frankrike där man försökte behandla lungtuberkulos med TOCP.
Den stora massförgiftningen inträffade dock 1930 i USA då flera tiotusentals människor insjuknade efter att ha druckit den kraftigt alkoholhaltiga patentmedicinen Jamaica ginger i berusningssyfte under rusdrycksförbudet i USA. För att komma runt myndigheternas primitiva analysmetoder hade en producent av denna "medicin" blandat i TOCP för att mildra dess bittra smak samtidigt som mängden torrsubstans höll sig över det föreskrivna minimivärdet.
Den näst största massförgiftningen ägde rum i Marocko 1957 då runt tiotusen människor förgiftades av matolja som olagligt blandats med jetmotorolja. Matolja med TOCP har också lett till större förgiftningar i Schweiz 1940 (cirka 80 drabbade) och Tyskland 1941-1945 (över 200 drabbade). 1962 förgiftades fler än 400 av mjöl som förorenats av trikresylfosfat i Māldah-distriktet i Indien och två år tidigare konstaterades 58 fall orsakade av förorenad mat i Bombay.